# Marija Lucija Stupica
Marija Lucija Stupica, slovenska slikarka in ilustratorka, * 13. december 1950, Ljubljana, † 28. maj 2002.

## Življenje
Njena mama je bila ilustratorka Marlenka, njen oče pa slikar Gabrijel Stupica.  
Leta 1976 je diplomirala na Akademiji likovnih umetnosti v Ljubljani in prav tam nadaljevala študij na slikarski specialki. Že v času študija se je ukvarjala z ilustriranjem knjig za otroke in sodelovala v otroškem periodičnem tisku. Leta 1973 je prejela takrat najvišjo Levstikovo nagrado za Andersenovo Kraljično na zrnu graha in tudi študentsko Prešernovo nagrado. 
Po končanem študiju se je povsem posvetila knjižnemu slikarstvu – ilustraciji za otroke in mladino. Njeno delo je neločljivo povezano z deli velikih pravljičarjev kot sta brata Grimm in H. Ch. Andersen, ilustrirala pa je že tudi dela Oscarja Wilda in mnogih drugih domačih in tujih pisateljev.
V tujini najbolj znana slovenska ilustratorka svoje generacije je za svoje delo prejela vse najpomembnejše domače strokovne nagrade (tri Levstikove nagrade, nagrado Prešernovega sklada, dva Grand Prixa Hinka Smrekarja Slovenskega bienala ilustracij kot najvišjega domačega priznanja na področju ilustracij) in tudi nekatere izmed pomembnejših v tujini (Beograjski knjižni sejem, Zlato jabolko Bienala ilustracij v Bratislavi, verjetno najpomembnejša pa je uvrstitev v finalni izbor za Andersenovo nagrado IBBY). 
Razstavljala je – samostojno in na preglednih razstavah - v mnogih galerijah doma in v tujini, med drugim tudi na bienalih ilustracij v Bratislavi in Barceloni, v Centro Culturale Le Zitelle v Benetkah, v Palazzo Martinengno v Brescii, v Centre Georges Pompidou v Parizu, v Pallazo Ducale v Genovi (ob praznovanjih 500-letnice Kolumbovega odkritja Amerike), v Palácio Foz (Fundaçao Maria Ulrich) v Lizboni, v Centro Civico v Luganu, v Palacio Yanduri v Sevilli …  
Bila je tudi redna, vsakoletna udeleženka pomembne pregledne Mednarodne razstave ilustracij v italijanskem mestecu Sarmede, kjer so ji v letu 2003 pripravili tudi veliko retrospektivno razstavo kot eni najpomembnejših svetovnih ilustratork.
Izvirala je iz slikarske družine. Oče Gabrijel je bil slikar, mati Marlenka pa je šolana slikarka in izvirna ilustratorka mladinske literature. Lucija je bila že kot otrok slikarjev model in je kot lik, muza ali s svojimi igračami in risbami nenehno prisotna v očetovih slikah. Njena hči Hana je tudi ilustratorka.

## Nagrade
LEVSTIKOVE NAGRADE

Nagrade Založbe Mladinska knjiga

1973
 
Andersen, Hans Christian: Kraljična na zrnu graha. Prev. Rudolf Kresal
 
Ljubljana: Mladinska knjiga, 1973 (Velike slikanice)

1983

Lobel, Arnold: Regica in skokica. Prev. Petra Vodopivec

Ljubljana: Mladinska knjiga, 1983 (Deteljica)

Stupica, Marija Lucija: Dvanajst mesecev

Ljubljana: Mladinska knjiga, 1983 (Velike slikanice) 

1986

Andersen, Hans Christian: Pastirica in dimnikar. Prev. Rudolf Kresal
 
Ljubljana: Mladinska knjiga, 1984 (Velike slikanice)

Murn, Josip: Pripovedka o oblaku

Ljubljana: Mladinska knjiga, 1984 (Mala slikanica)

KAJUHOVA NAGRADA

Nagrada Založbe Borec in Založbe Partizanska knjiga

1987

Grafenauer, Niko: Majhnica in Katrca škrateljca

Ljubljana: Borec, 1987 (Planika)

ZLATA SLIKANICA

1975 Plaketa Zlata slikanica
 

Andersen, Hans Christian: Kraljična na zrnu graha

Ljubljana: Mladinska knjiga, 1975 (Zlata slikanica)

Makarovič, Svetlana: Pekarna Mišmaš

Ljubljana: Mladinska knjiga, 1975 (Zlata slikanica)

ŠTUDENTSKA PREŠERNOVA NAGRADA ZA SLIKARSTVO

1976

NAGRADA PREŠERNOVEGA SKLADA

1989

za dosežke zadnjih dveh let v književni ilustraciji

GRAND PRIX HINKO SMREKAR

Nagrada SLOVENSKEGA BIENALA ILUSTRACIJE 

1993

Andersen, Hans Christian: Mala morska deklica. Prev. Franc Burgar

Ljubljana: Mladinska knjiga, 1986 (Velike slikanice)

1997

Hoffmann, Ernst Theodor Amadeus: Hrestač in Mišji kralj. Prev. Mojca Kranjc

Ljubljana: DZS, 1996 (Velikanček)

ZLATNO PERO BEOGRADA

1976 Diploma
 
Makarovič, Svetlana: Vrček se razbije

Ljubljana: Mladinska knjiga, 1975 (Deteljica) 

MEDNARODNI KNJIŽNI SEJEM V BEOGRADU

1981 Prva nagrada
 
Grafenauer, Niko: Lokomotiva, lokomotiva
Ljubljana: Mladinska knjiga 1981 (Velike slikanice).

1984 Prva nagrada
 
Andersen, Hans Christian: Pastirica in dimnikar. Prev. Rudolf Kresal
Ljubljana: Mladinska knjiga 1984 (Velike slikanice)

Stupica, Marija Lucija: Dvanajst mesecev
Ljubljana: Mladinska knjiga 1983 (Velike slikanice)

1988 Prva nagrada

Andersen,  Hans Christian: Svinjski pastir. Prev. Franc Burgar
Ljubljana: Mladinska knjiga, 1988 (Velike slikanice) 

BIENALE ILUSTRACIJ  BRATISLAVA

1985 Zlato jabolko

Andersen, Hans Christian: Pastirica in dimnikar. Prev. Rudolf Kresal 
Ljubljana: Mladinska knjiga, 1984 (Velike slikanice)

ANDERSENOVA NAGRADA IBBY

1988

Nominacija za Andersenovo nagrado za ilustracijo

2000

Finalistka za Andersenovo nagrado za ilustracijo